# Делеговані повноваження
Делеговані повноваження — повноваження органів виконавчої влади, надані органам місцевого самоврядування законом, а також повноваження органів місцевого самоврядування, які передаються відповідним місцевим державним адміністраціям за рішенням районних, обласних рад.
Делеговані повноваження — ситуаційно, тимчасово або безстроково передані у відповідності із законом (делегування законом) або договором (делегування договором) органу виконавчої влади або органу місцевого самоврядування окремі повноваження або частина повноважень, які віднесені законом до компетенції іншого органу виконавчої влади або іншого органу місцевого самоврядування.

## Делегування повноважень у сфері виконавчої влади та місцевого самоврядування
Делегування повноважень у сфері виконавчої влади та місцевого самоврядування, має ґрунтуватися на засадах законності, доцільності, обґрунтованості, добровільності та підконтрольності суб'єктів реалізації делегованих повноважень.
Здійснення головами та очолюваними ними виконавчими комітетами сільських, селищних і міських Рад делегованих повноважень державної виконавчої влади згідно з законодавством є обов'язковим, і за їх невиконання або неналежне виконання вони несуть відповідальність перед Президентом України, Кабінетом Міністрів України, а також відповідними головами державних адміністрацій.
Делегування повноважень органів виконавчої влади органам місцевого самоврядування та повноважень органів місцевого самоврядування органам виконавчої влади або іншим органам місцевого самоврядування здійснюється відповідно до Конституції і законів України, статутів територіальних громад та умов договору між суб'єктом делегування повноважень та суб'єктом, якому делегуються повноваження.

## Делегування повноважень в бізнесі та управлінні
Делегува́ння повнова́жень — це процес передавання керівником частини будь-якої своєї роботи та повноважень, необхідних для її виконання, підлеглому, який приймає на себе відповідальність за її виконання. За допомогою делегування повноважень встановлюються формальні відносини та посадові зв'язки працівників в організації. Саме вони слугують основою для упорядкування спільної діяльності підрозділів і забезпечують можливості координувати роботу організації.
Необхідність делегування повноважень є наслідком обмеженості можливостей та здібностей керівника (одна людина не спроможна виконувати весь комплекс робіт по управлінню всією організацією) та необхідності спеціалізації в управлінні.

### Принципи
Делегування повноважень охоплює:
- передавання повноважень (надання підлеглому обмеженого права приймати рішення, використовувати ресурси і спрямовувати зусилля підлеглих на виконання поставлених завдань);
- прийняття відповідальності (прийняття підлеглим зобов'язань виконувати поставлені завдання і забезпечувати їх задовільне вирішення);
- підзвітність (це вимога до підлеглого, який, використовуючи свої повноваження, має усвідомлювати наслідки своїх дій і повідомляти про них своєму безпосередньому начальнику).

### Основні цілі
Делегування повноважень здійснюється з метою:
- звільнення часу керівництва для вирішення важливіших завдань;
- підвищення мотивації персоналу;
- підвищення довіри в робочому колективі;
- перевірка співробітників на старанність.

### Інші організаційні завдання
Делегування — це регулярна управлінська практика. Крім своєї безпосередньої функції — розподіл між підлеглими завдань та повноважень для їх вирішення — делегування служить і іншим організаційним завданням:
1. Дозволяє керівнику займатися завданнями більш високого рівня, а головне встигати більше.
2. Виявляє потенціал працівників, розкриває їх здібності, кваліфікацію.
3. Допомагає створити синергію.
4. Створює додаткову мотивацію, дотичність кожного до загальної справи.
5. Втримує працівників в компанії.
6. Певну роботу підлеглий, спеціаліст здатний зробити краще, ніж керівник.

### Типи
Повноваження, що передаються підлеглим, бувають трьох типів:
- лінійні;
- штабні;
- функціональні.